# Lipănești
Lipăneşti é uma comuna romena localizada no distrito de Prahova, na região de Muntênia. A comuna possui uma área de 18.06 km² e sua população era de 5227 habitantes segundo o censo de 2007.